# Stone Johnson
Pour les articles homonymes, voir Johnson.

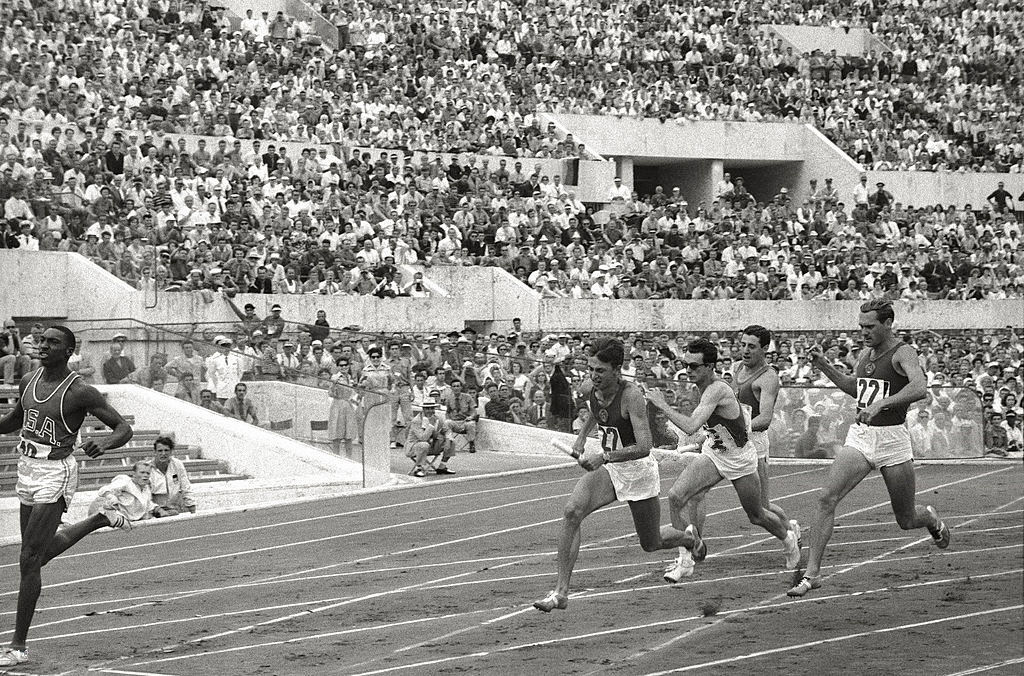
Stone Johnson, Edvin Ozolin, Livio Berruti, Salvatore Giannone et Yuriy Konovalov lors des jeux olympiques de 1960

Stone Edward Johnson (né le 26 avril 1940 à Dallas et mort le 8 septembre 1963 à Wichita) est un athlète et joueur de football américain.

## Carrière sportive
En 1960, à l'occasion des sélections olympiques américaines de Stanford, Stone Johnson égale le record du monde du 200 mètres en 20 s 5 lors des demi-finales, établissant le même temps que son compatriote Ray Norton. Aux Jeux olympiques de Rome, l'Américain se classe cinquième de la finale du 200 mètres dans le temps de 20 s 8. Il participe également à la finale du relais 4 × 100 mètres mais l'équipe des États-Unis est disqualifiée à la suite d'un passage de témoin hors zone.
Stone Johnson est également membre de l'équipe de football américain des Chiefs de Kansas City où il évolue en tant que Running back ou Kick returner. Le 30 août 1963, à Wichita, il est victime d'une fracture des vertèbres lors d'un match de pré-saison contre les Raiders d'Oakland. Il meurt dix jours plus tard, le 8 septembre, à l'âge de vingt-trois ans. Il n'a jamais porté les couleurs des Chiefs lors d'une compétition officielle, son maillot no 33 a été retiré.